# Замок Бржезнице
Замок Бржезнице (чеш. Zámek Březnice) — замок в городе Бржезнице, район Пршибрам, Чехия.

## История
Здание замка построено в XIII веке представителями рода Бузичей. Первоначально крепость была возведена в готическом стиле.
С 1415 года он принадлежал дворянскому роду Змрзликов из Свойшина, которые перестроили его после гуситских войн.
В 1506 году Бржезнице был выкуплен Маловцами, позже присоединившихся к восстанию 1547 года. Восставшие потерпели поражение, а замок был конфискован.
После Маловцев замок приобрёл вице-канцлер Йиржи Локшанский из дворянского рода Локшанов, который начал преобразование замка в ренессанский стиль. Стены замка были покрыты расписной штукатуркой в стиле сграффито. После его смерти работой по реконструкции занялась его жена Екатерина Локшанская. Во время её жизни Бржезнице стал одним из главных общественных центров. Там же состоялась тайное венчание между австрийским эрцгерцогом Фердинандом II Тирольским и Филиппиной Вельзер.
Потомки Екатерины Локшанской участвовали в восстании чешских сословий. Их владения вскоре были изъяты. В 1623 году замок выкупил королевский чиновник Пржибик из рода Йенишеков из Уезда. Он провёл технические улучшения здания. Пржибик не имел мужского потомства, но родственники его брата владели замком до 1728 года.
Последним представителем дома Йенишек был Ян Йозеф. В своём завещании Ян написал, что каждый последующий владелец Бржезнице должен принять герб и имя Йенишеков из Уезда. Этому завещанию следовали потомки из рода Коловратов и Пальфов до 1945 года.
Последним частным владельцем замка был дворянин Ян Непомук из рода Пальфов. В 1945 году замок был национализирован и передан в Институт национальных памятников культуры Чешской Республики.